# Майберг, Брайан
Брайан Майберг (англ. Brian Myburgh; род. 3 апреля 1973, Кейптаун) — южноафриканский хоккеист на траве, вратарь. Участник летних Олимпийских игр 1996 года, чемпион Всеафриканских игр 1995 года.

## Биография
Брайан Майберг родился 3 апреля 1973 года в южноафриканском городе Кейптаун.
Играл в хоккей на траве за Западно-Капскую провинцию.
В 1994 году в составе сборной ЮАР по хоккею на траве участвовал в чемпионате мира в Сиднее, где южноафриканцы заняли 10-е место. Провёл 6 матчей.
В 1995 году завоевал золотую медаль хоккейного турнира Всеафриканских игр в Хараре.
В 1996 году вошёл в состав сборной ЮАР по хоккею на траве на летних Олимпийских играх в Атланте, занявшей 10-е место. Играл на позиции вратаря, провёл 7 матчей.
В 1997 году участвовал в Межконтинентальном кубке в Куала-Лумпуре, где южноафриканцы заняли 9-е место.
В 1998 году выступал в хоккейном турнире Игр Содружества в Куала-Лумпуре, где сборная ЮАР стала пятой.